# 525
525 (DXXV) var ett normalår som började en onsdag i den julianska kalendern.

## Händelser

### Okänt datum
- Dionysius Exiguus föreslår en kalender baserad på Jesu födelse.
- Bysantinske kejsaren Justinus I ser till att Anazarbus byggs upp igen, och ändrar namn till Justinopolis.
- Bysantinske kejsaren Justinianus I gifter sig med Theodora.
- Bernicia bildas av anglerna.
- Caleb av Abessinien erövrar Jemen.

## Födda
- Chilperik I, frankisk kung av Neustrien 561–584 och av Paris 567–584 (född omkring detta år eller 527)
- Gunthchramn, frankisk kung av Burgund 561–592 och av Paris 584–592 (född omkring detta år eller 528)
- Johannes Klimakos (förmodat datum)
- Wideok av Baekje
- Alexander av Tralles
- Yujiulü

## Avlidna
- Boëthius (förmodat datum)
- Yuan Cha
- Brigid av Kildare, irländskt helgon.